# Moutier-Malcard
Moutier-Malcard település Franciaországban, Creuse megyében. Lakosainak száma 558 fő (2022. január 1.). Moutier-Malcard Bonnat, La Cellette, Genouillac, Mortroux, Nouziers és Linard-Malval községekkel határos.

## Népesség
A település népességének változása:
| Lakosok száma | 865  | 678  | 573  | 537  | 531  | 519  | 536  | 542  | 541  | 558  |
|               | 1968 | 1982 | 1990 | 2006 | 2013 | 2015 | 2017 | 2019 | 2020 | 2022 |